# Chilomys instans
Chilomys instans es una especie de roedor de la familia Cricetidae.

## Distribución geográfica
Se encuentra en Colombia, Ecuador y Venezuela. 